# هونبتسو، هوکایدو
هونبتسو، هوکایدو (به لاتین: Honbetsu, Hokkaido) یک منطقهٔ مسکونی در ژاپن است که در Tokachi Subprefecture واقع شده‌است. هونبتسو  ۷٬۴۴۱ نفر جمعیت دارد.